# جی‌اس‌سی گیم ورلد

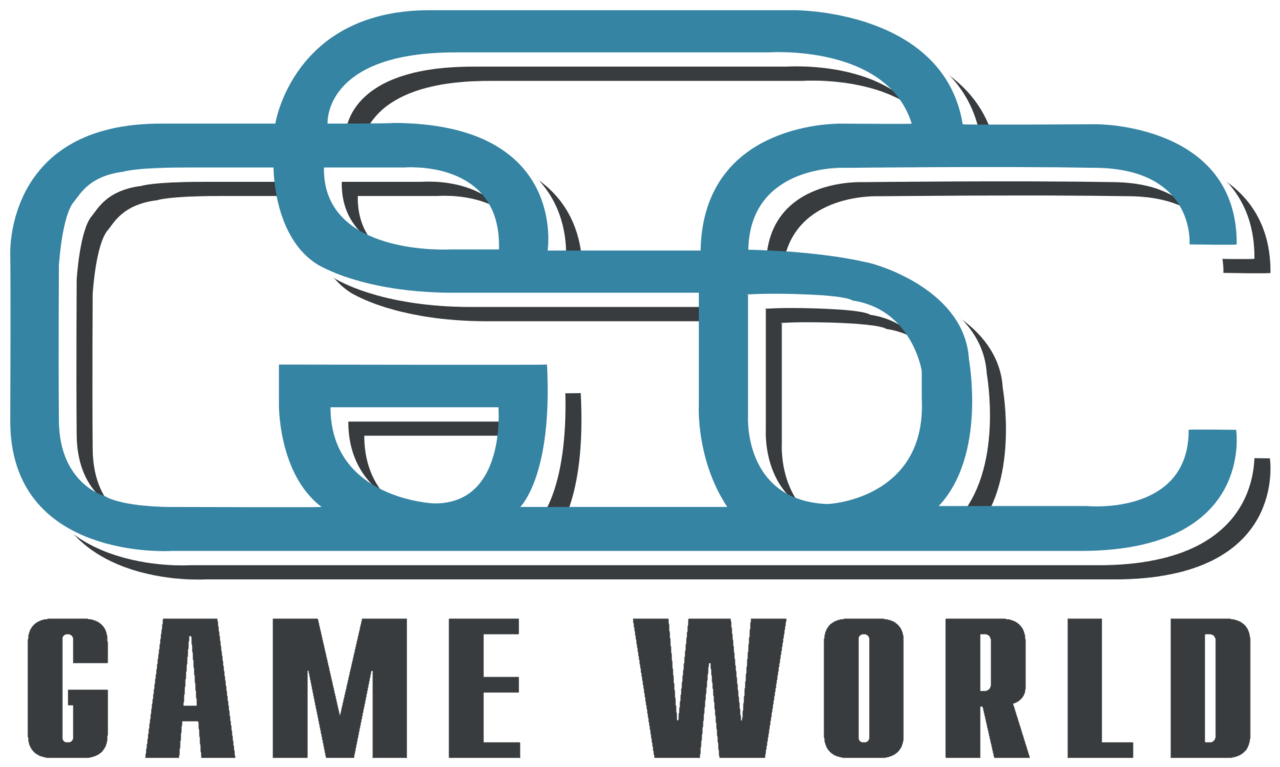
GSC Game World

جی‌اس‌سی گیم ورلد (به انگلیسی: GSC Game World) نام یک شرکت توسعه‌دهنده بازی ویدئویی اوکراینی است که به خاطر مجموعه بازی‌های استالکر شهرت دارد. این شرکت در سال ۱۹۹۵ توسط سرگی گریگورویچ تأسیس شده‌است و دفتر مرکزی آن در کی‌یف، اوکراین واقع است. این کمپانی به خاطر هوش مصنوعی که در بازی‌های خود به کار می‌برد معروف است.
جی‌اس‌سی گیم ورلد برای بازی استالکر از موتور بازی‌سازی ایکس-ری انجین استفاده کرد.